# Мардосевич, Аделя
Аде́ля Мардосе́вич (пол. Adela Mardosewicz, в монашестве — Мария Стелла; 14 декабря 1888, Слуцкий уезд, Минская губерния — 1 августа 1943, Новогрудок, Барановичская область) — блаженная Римско-католической церкви, монахиня женской монашеской конгрегации «Сёстры Святого Семейства из Назарета» (назаретанки), мученица. Была настоятельницей монастыря в Новогрудке. Одна из одиннадцати Новогрудских мучениц.

## Биография
В 1910 году вступила в женскую монашескую конгрегацию «Сёстры Святого Семейства из Назарета». Новициат проходила в Альбано, Италия, там же принесла вечные монашеские обеты, приняв монашеское имя Мария Стелла.
В 1936 году вместе с другими монахинями по просьбе епископа приехала в Новогрудок, Белоруссия, где занималась различной духовной деятельностью. В 1940 году была назначена настоятельницей монастыря. Во время репрессий в августе 1943 года против мирного населения в Белоруссии предложила немецким оккупационным властям заменить собой арестованных мирных жителей и католических священников. В ночь с 31 июля на 1 августа была арестована вместе с другими монахинями монастыря и расстреляна рано утром 1 августа в лесу недалеко от Новогрудка.

## Прославление
5 марта 2000 года причислена к лику блаженных римским папой Иоанном Павлом II.

## Источник
- Бронислав Чаплицкий, Ирина Осипова, Книга памяти. Мартиролог Католической Церкви в СССР, изд. Серебряные нити, М., 2000, стр.467, ISBN 5-89163-048-6